# تدسيس

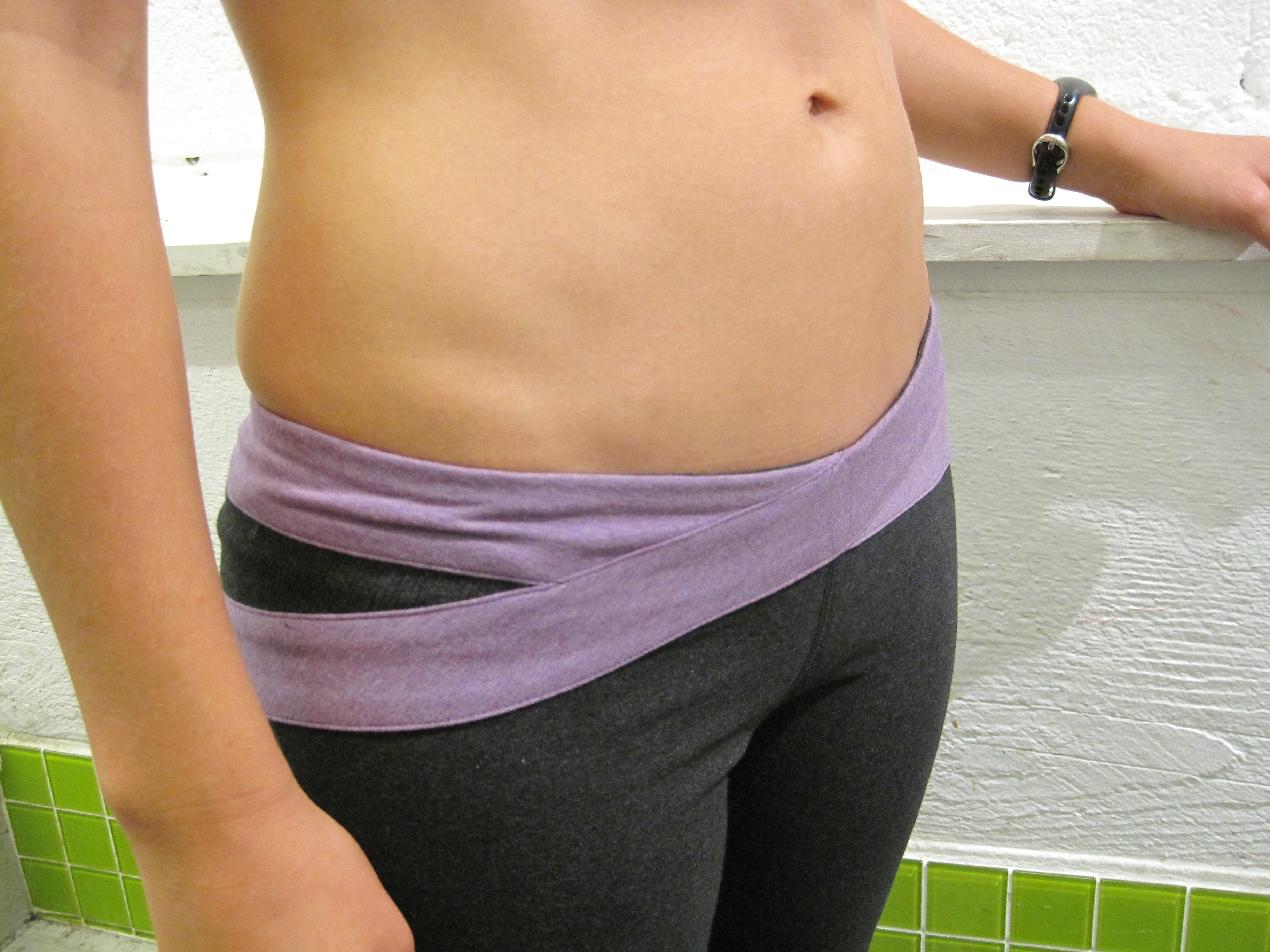
تهدف المتحولات والأشخاص الذين يعانون من تشوه الجسم في بعض الأحيان إلى تسطيح منطقة المغبن للحصول على مظهر أنثوي أو مخنث.

التدسيس (بالإنجليزية: Tucking)‏ هو تقنية يخفي بها الشخص انتفاخ المنفرج بالقضيب والخصيتين بحيث لا يكونان واضحين من خلال الملابس.
تُستخدم هذه الممارسة بشكل شائع من قبل المتحولات جنسياً، وكذلك الأشخاص غير ثنائيي تحديد الجنس والرجال الذين يرتدون ملابس النساء، أو يرغبون في مظهر أكثر خنثوياً. للتدسيس آثار جانبية مرتبطة بالخصوبة، مثل انخفاض عدد الحيوانات المنوية. صُممت بعض أنواع الملابس، مثل الغف بشكل هادف لإخفاء انتفاخ المنفرج.